# Romain Franco
Pas d'image ? Cliquez ici

a Compétitions nationales et continentales officielles uniquement.

b Matchs officiels uniquement.
Romain Franco, né le 5 juin 1998 à Baixas, est un joueur français de rugby à XIII évoluant au poste d'ailier. Pratiquant le rugby à XIII et rugby à XV, il opte finalement pour le XIII, il effectue avec Saint-Estève XIII Catalan ses premiers pas en Championnat de France en 2016 et y remporte la Coupe de France en 2018 et y dispute une finale perdue en 2019.

## Biographie
Son cousin germain Luc Franco est également joueur de rugby à XIII.

## Palmarès
- Collectif :
  - Vainqueur du Championnat de France : 2019 (Saint-Estève XIII Catalan) et 2025 (Albi).
  - Vainqueur du Championship : 2024 (Wakefield).
  - Vainqueur de la Coupe de 1895 : 2024 (Wakefield).
  - Vainqueur de la Coupe de France : 2018[1] (Saint-Estève XIII Catalan).
  - Finaliste de la Coupe de France : 2019 (Saint-Estève XIII Catalan) et 2025 (Albi)
- Individuel :
  - XIII d'or 2019 (catégorie Meilleur marqueur d'essais)[2].

### Détails en sélection
| 1. | 26 novembre 2024 | Pays de Galles | 48-6 | Qualif. CM | Ailier | 4 | 1 | - | - |

### Détails en club
| Saison    | Club                      | Compétition           | Matchs | Points | Essais | Goals | Drops |
| --------- | ------------------------- | --------------------- | ------ | ------ | ------ | ----- | ----- |
| 2016-2017 | Saint-Estève XIII Catalan | Championnat de France | 1      | -      | -      | -     | -     |
| 2017-2018 | Saint-Estève XIII Catalan | Championnat de France | 7      | 32     | 8      | -     | -     |
| 2018-2019 | Saint-Estève XIII Catalan | Championnat de France | 19     | 96     | 24     | -     | -     |
| 2019-2020 | Saint-Estève XIII Catalan | Championnat de France | 8      | 12     | 3      | -     | -     |
| 2020-2021 | Saint-Estève XIII Catalan | Championnat de France | 5      | 8      | 2      | -     | -     |